# ミヤコーバス築館営業所
ミヤコーバス築館営業所（ミヤコーバスつきだてえいぎょうしょ）は、宮城県栗原市築館にあるミヤコーバスの営業所。統合前は宮交栗原バスの営業所であった。

## 廃止事業所
- 栗駒営業所（宮城県栗原市栗駒岩ヶ崎上町裏20）
  - ←宮交栗原バス本社←宮城交通栗駒営業所←宮城中央交通岩ヶ崎営業所と変遷、旧栗駒駅構内
  - 2008年7月限りで営業所は閉鎖され、ミヤコーバスと栗原市民バスの折返し待機のみ。
  - 現在ミヤコーバスの建屋は無く、グリーン観光バスの乗務員休憩所が設置されている。
- 石越車庫
  - 宮城県登米市石越町南郷西門沖
  - 現在は折返し待機のみで、待合室及び簡易トイレと旧石巻駅前案内所の建物を転用した乗務員休憩所がある。
- 富野原車庫
  - 宮城県栗原市花山本沢富ノ原
  - 2008年4月より、花山線がグリーン観光バスに路線移管され使用されなくなった。現在は取り壊されて残っていない。

## 沿革
- 1919年（大正8年）9月1日 - 栗原自動車を宮城県栗原郡築館町に設立。栗原郡内で営業開始。
- 1933年（昭和9年）4月 - 栗原自動車、築館駅 - 新田駅の路線を仙北鉄道へ譲渡。仙北鉄道、栗原郡で乗合バス営業開始。
- 1943年（昭和18年）8月26日 - 栗原電鉄、栗原自動車へ乗合バス事業を譲渡。
- 1945年（昭和20年）3月31日 - 栗原自動車を含む10社が戦時統合により、古川町（現大崎市）を本社に陸前乗合自動車を設立。
- 1949年（昭和24年）
  - 3月1日 - 陸前乗合、乗合バス事業を再開した栗原電鉄へ路線譲渡。
  - 10月10日 - 仙北鉄道築館線、9月1日のキティ台風襲来により不通となった鉄道復旧を断念、バス代行輸送開始。築館駅構内にバス運行拠点を設置。
- 1950年（昭和25年）3月1日 - 仙北鉄道築館線廃止、バス転換。仙北鉄道築館営業所開設。
- 1964年（昭和39年）
  - 4月14日 - 仙北鉄道、社名を宮城バスに改称。宮城バス築館営業所となる。
  - 6月1日 - 栗原電鉄、陸前乗合自動車を合併、宮城中央交通と改称。宮城中央交通築館営業所となる。
- 1968年（昭和43年）8月31日 - 宮城中央交通、バス部門を分社。宮城中央バス築館営業所となる。
- 1970年（昭和45年）10月1日 - 宮城バス・宮城中央バス・仙南交通が合併、宮城交通設立。宮城交通築館営業所となる。

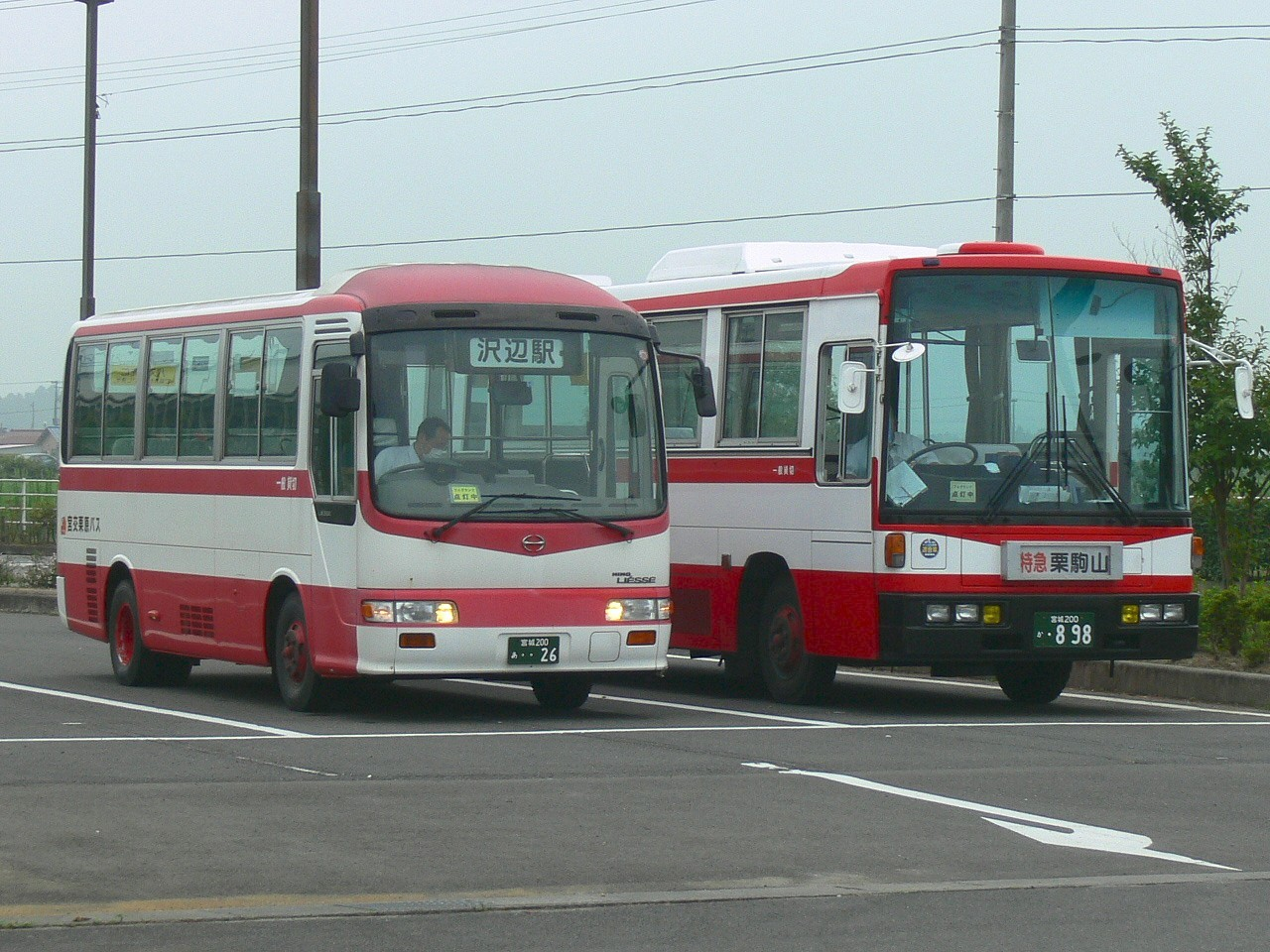
宮交栗原バス（くりこま高原駅にて）

- 1992年（平成4年）7月 - 宮交栗原バス設立、本社を宮城交通栗駒営業所内に設置。一部廃止代替路線の貸切運行開始。
- 1999年（平成11年）4月 - 宮城交通築館営業所内に宮交栗原バス築館出張所開設。
- 2004年（平成16年）8月 - ミヤコーグループの地域子会社制施行により、栗原地区の宮城交通路線が全て宮交栗原バスに移管。
- 2006年（平成18年）10月1日 - 玉沢線、若柳線など7路線廃止、栗原市民バスに移管。
- 2007年（平成19年）
  - 1月1日 - 地域子会社が統合され、ミヤコーバス設立。ミヤコーバス築館営業所となる。
  - 4月1日 - くりはら田園鉄道線廃止に伴い、代替バスくりはら田園線運行開始。
- 2008年（平成20年）
  - 4月1日 - 栗原市関係の全路線を市民バス化（事業主体を栗原市に移管）に伴い運賃体系を見直し。大半の区間で値下げとなる。
  - 8月1日 - 栗駒営業所廃止により、路線が築館営業所へ移管。
- 2010年（平成22年）
  - 4月1日 - 岩ヶ崎線・文字線の受託終了、若柳線・鶯沢線受託運行開始（グリーン観光バスとの受託路線持ち替え）。大崎市より受託していた田尻線廃止。
  - 10月2日 - がんばろう！くりこま号の季節運行開始（同年11月14日まで）。
- 2011年（平成23年）
  - 10月1日 - ありがとう！くりこま号の季節運行開始（同年10月30日まで） 。
  - 11月1日 - 仙台高清水線の運行開始（2015年5月29日まで運行）。
- 2012年（平成24年）
  - 4月2日 - 真坂岩ヶ崎線の受託運行（試験運行）開始。
  - 10月6日 - 「絆」栗駒号の季節運行開始 （同年10月21日まで）。
- 2013年（平成25年）
  - 4月1日 - 若柳線・鶯沢線・真坂岩ヶ崎線の受託運行終了、玉沢線受託運行開始。
  - 10月5日 - 「栗駒山」紅葉号の季節運行開始 （同年10月20日まで）。
- 2014年（平成26年）10月4日 - 「栗駒山」紅葉号の季節運行開始 （同年10月19日まで）。
- 2015年（平成27年）9月26日 - 「栗駒山」紅葉号の季節運行開始 （同年10月18日まで）。
- 2016年（平成28年）

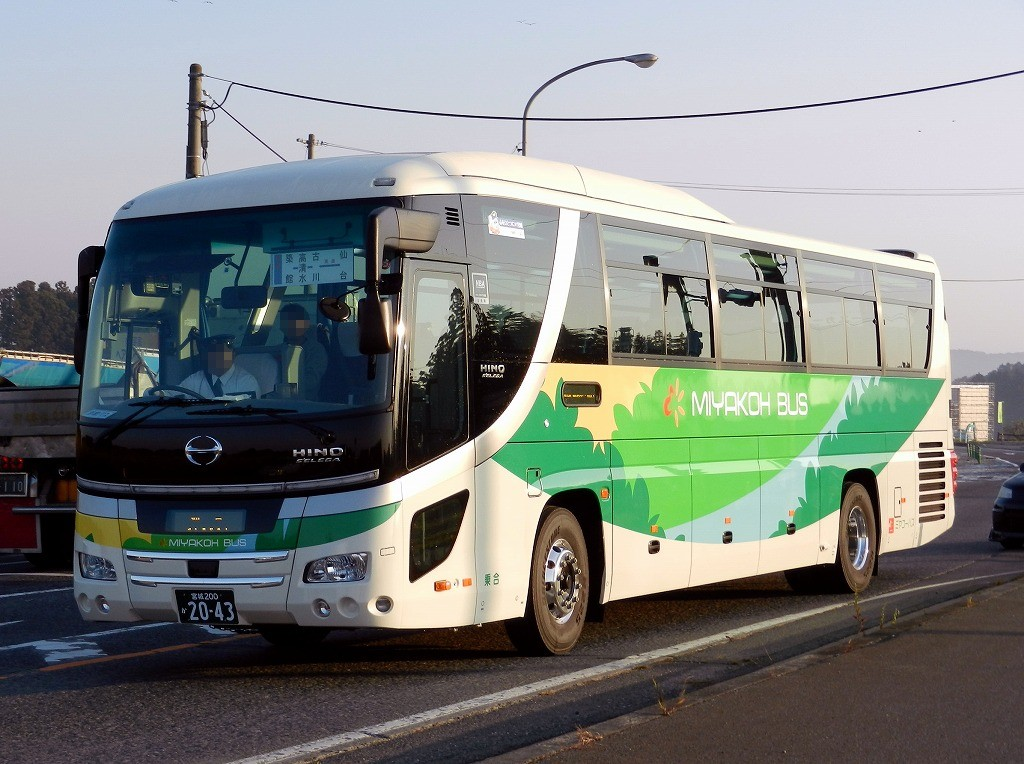
仙台 - 高清水線

  - 4月1日 - くりはら田園線（津久毛経由）の受託運行終了、くりはら田園線（尾松経由）が尾松沢辺線に路線名変更。
  - 9月24日 - 「栗駒山」紅葉号の季節運行開始 （同年10月16日まで）。
  - 10月10日 - 仙台栗駒線の運行終了。
- 2017年（平成29年）9月22日 - 栗駒山紅葉号の季節運行開始 （同年10月15日まで）。
- 2018年（平成30年）9月16日 - 栗駒山紅葉号の季節運行開始 （同年10月14日まで）。
- 2019年（平成31年）4月1日 - 玉沢線の受託運行終了。
- 2019年（令和元年）9月21日 - 栗駒山紅葉号の季節運行開始 （同年10月14日まで）。
- 2020年（令和2年）9月19日 - 栗駒山紅葉号の季節運行開始 （同年10月11日まで）。
- 2021年（令和3年）
  - 4月1日 - 築館一関線、尾松沢辺線の受託運行終了。若柳線受託運行開始。
  - 9月18日 - 「栗駒山」紅葉号の季節運行開始 （同年10月10日まで）。
- 2022年（令和4年）9月17日 - 栗駒山紅葉号の季節運行開始 （同年10月10日まで）。
- 2023年（令和5年）9月16日 - 栗駒山紅葉号の季節運行開始 （同年10月9日まで）。
- 2024年（令和6年）
  - 4月1日 - 古川線の受託運行終了。築館一関線、尾松沢辺線、真坂岩ヶ崎線の受託運行運行開始。
  - 9月21日 - 栗駒山紅葉号の季節運行開始 （同年10月20日まで）。

## 運行受託路線

### 栗原市民バス運行受託
2024年4月現在で受託している路線は以下の通りである。なお、詳細については栗原市民バスの項を参照のこと。
- 広域路線
  - 築館一関線
- 市内連携路線
  - 尾松沢辺線
  - 若柳線
  - 真坂岩ヶ崎

### 大崎市民バス運行受託
詳細については大崎市民バスの項を参照のこと。
- 宮沢真山線
  - 2015年頃、古川営業所から当営業所に移管。

## 路線バス運行路線

### 栗駒山紅葉号（季節運行）
- 運行経路

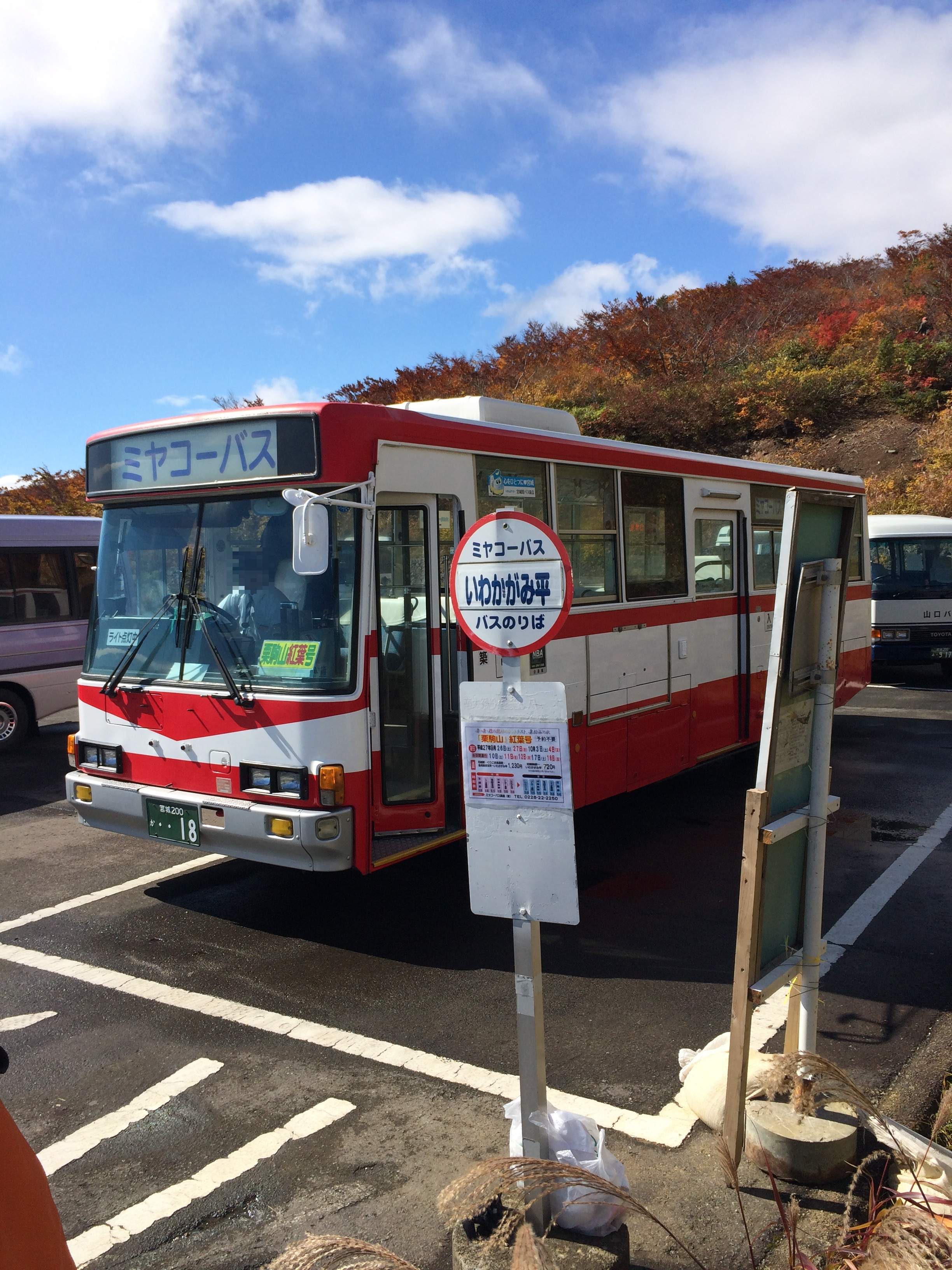
栗駒山紅葉号（いわかがみ平登山口にて：2015年10月）

  - 石越駅前 - くりこま高原駅 - くりこま荘 - ハイルザーム栗駒 - いわかがみ平
    - くりこま荘 - ハイルザーム栗駒 - いわかがみ平 間の区間運行便がある。
    - 石越駅前 - くりこま高原駅 間の相互乗降不可。
      - （2015年度まで）石越駅前 - くりこま高原駅 - 金成総合支所前 - 旧栗駒駅 - ハイルザーム栗駒 - いわかがみ平
      - （2016年度）石越駅前 - くりこま高原駅 - ハイルザーム栗駒 - いわかがみ平
- 概要

元は栗駒山線として、くりこま高原駅 - いわかがみ平 間で特急路線バスを運行していた（#過去の路線の節を参照）。2008年4月にグリーン観光バスへ運行委託したが、同年に発生した岩手・宮城内陸地震により、運行経路である県道築館栗駒公園線の土砂崩れ・道路欠損による通行止め発生や、途中経由していた駒の湯温泉、駒の湯キャンプ場、いこいの村栗駒等の施設閉鎖などもあり同路線は事実上廃止となった。

2010年9月17日の県道全線開通に伴い、岩手・宮城内陸地震の震災復興支援として同年の10月2日から「がんばろう！くりこま号」を運行。以後、9月から10月の栗駒山紅葉シーズンに、東北本線石越駅、東北新幹線くりこま高原駅からくりこま高原温泉郷、栗駒山登山口へのアクセスとして運行されている。

2017年度からくりこま荘を経由するようになり、往路と復路の間の時間帯にて、いわかがみ平 - ハイルザーム栗駒 - くりこま荘 間の区間運行を行っている。
- 路線沿革
  - 2010年（平成22年）10月2日 - 『がんばろう！くりこま号』運行 （同年11月14日までの土曜・日曜・祝日の16日間運行）[1]
  - 2011年（平成23年）10月1日 - 『ありがとう！くりこま号』運行 （同年10月30日までの土曜・日曜・祝日の11日間運行）
  - 2012年（平成24年）10月6日 - 『「絆」栗駒号』運行 （同年10月21日までの土曜・日曜・祝日の7日間運行）[2]
  - 2013年（平成25年）10月5日 - 『「栗駒山」紅葉号』運行 （同年10月20日までの土曜・日曜・祝日の7日間運行）
  - 2014年（平成26年）10月4日 - 『「栗駒山」紅葉号』運行 （同年10月19日までの土曜・日曜・祝日の7日間運行）[3]
  - 2015年（平成27年）9月26日 - 『「栗駒山」紅葉号』運行 （同年10月18日までの土曜・日曜・祝日の9日間運行）[4]
  - 2016年（平成28年）9月24日 - 『「栗駒山」紅葉号』運行 （同年10月16日までの土曜・日曜・祝日の9日間運行）[5]
  - 2017年（平成29年）9月22日 - 『栗駒山紅葉号』運行 （同年10月15日までの土曜・日曜・祝日の13日間運行）[6]
  - 2018年（平成30年）9月16日 - 『栗駒山紅葉号』運行 （同年10月14日までの土曜・日曜・祝日の12日間運行）[7]
  - 2019年（令和元年）9月21日 - 『栗駒山紅葉号』運行 （同年10月14日までの土曜・日曜・祝日の10日間運行）[8]
  - 2020年（令和2年）9月19日 - 『栗駒山紅葉号』運行 （同年10月11日までの土曜・日曜・祝日の10日間運行）[9]
  - 2021年（令和3年）9月18日 - 『栗駒山紅葉号』運行 （同年10月10日までの土曜・日曜・祝日の10日間運行）[10]
  - 2022年（令和4年）9月17日 - 『栗駒山紅葉号』運行 （同年10月10日までの土曜・日曜・祝日の11日間運行）[11]
  - 2023年（令和5年）9月16日 - 『栗駒山紅葉号』運行 （同年10月9日までの土曜・日曜・祝日の10日間運行）[12]
  - 2024年（令和6年）9月21日 - 『栗駒山紅葉号』運行 （同年10月20日までの土曜・日曜・祝日の12日間運行）[13]

## 過去の路線

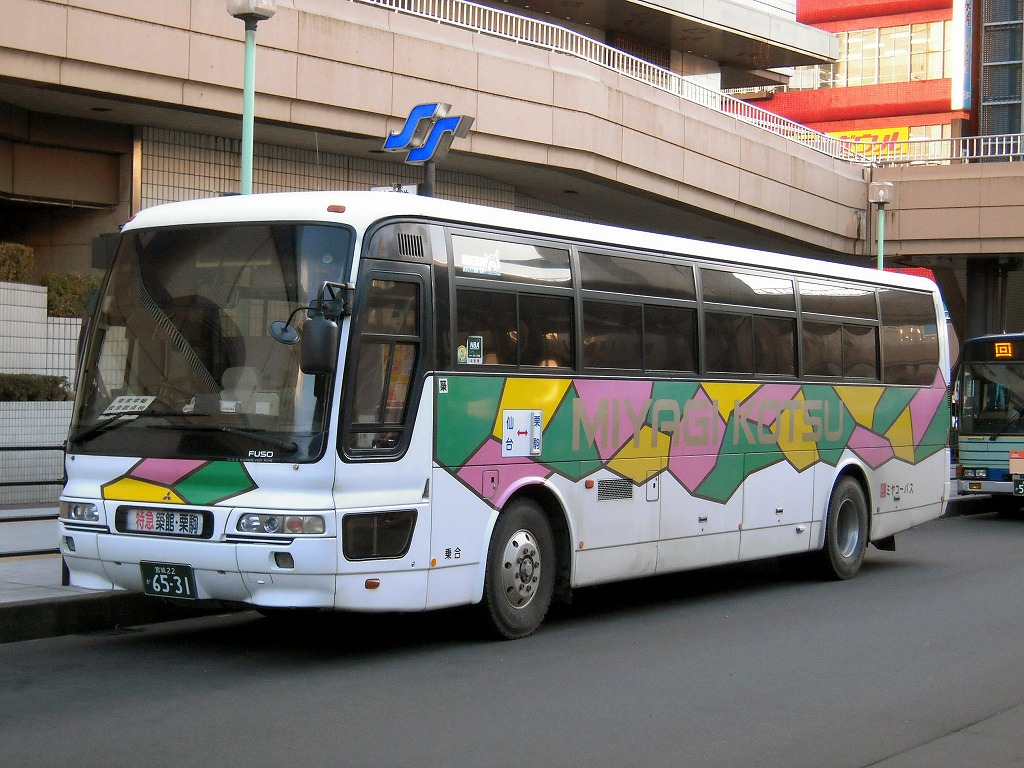
仙台 - 築館・栗駒線

- 仙台栗駒線

- 仙台高清水線

- 仙台村田蔵王町線
  - 白石営業所村田駐在主管路線だが、仙台栗駒線の間合いで1日2往復を担当していた。
- 仙台石巻線
  - 石巻営業所主管路線だが、仙台高清水線の間合いで1日1往復を担当していた。
- 古川線
  - （大崎市民病院 - 古川三日町 -）古川駅前 - 片倉病院前 - 竹の花 - 荒谷 - 高清水 - 照越 - 築中前 - 市役所前 - 築館 - 築館高校前 - 栗原中央病院
    - 路線名を築館古川線に変え、栗原観光タクシーに運行委託。
- 一関線
  - 栗駒駅前 - 有壁駅前 - 一関駅前
    - グリーン観光バスに運行委託。現在は路線名を栗駒一関線に変え、岩ヶ崎観光タクシーが運行を受託。
- くりはら田園線（津久毛経由）
  - 石越駅前 - 若柳病院 - 若柳中町（- 迫桜高校前） - 金成総合支所前 - 神林 - 神南 - 元病院前 - 栗駒 - 栗駒病院前 - 岩ヶ崎高校前 - 坂口 - （三ツ橋／小関） - 鶯沢 - 鶯沢校舎前 - マインパーク入口（- 細倉荒町）
    - 2007年4月くりはら田園鉄道線廃止代替バスとして運行開始。
    - グリーン観光バスに運行委託。現在は岩ヶ崎観光タクシーが運行を受託。
- 花山線
  - 築館営業所 - 築館町 - 一迫商業高校前 - 真坂仲町 - 花山小学校前 - 富野原
    - グリーン観光バスに運行委託。現在は栗原観光タクシーが運行を受託。
- 岩ヶ崎線
  - 築館税務署前 - 築館町 - 栗原中央病院 - 宮野 - 芋埣 - 三ツ橋 - 栗駒 - 栗駒病院前
    - グリーン観光バスに運行委託。
- 玉沢線
  - 県立病院前 - 瀬峰駅前 - 東北新生園前 - 太沢 - 東北職能大学校前 - 伊豆三丁目 - 築館 - 築館高校前 - 栗原中央病院
    - 岩ヶ崎観光タクシーに運行委託。現在はグリーン観光バスが運行を受託。
- 鶯沢線
  - 栗原中央病院 - 築館高校前 - 宮野 - 前田 - 鶯沢 - 鶯沢校舎前 - 細倉荒町
    - 山口タクシーに運行委託。現在は路線廃止。
- 横須賀線
  - 栗原中央病院 - 築館町 - 築館営業所 - 加倉西 - 横須賀 - 新田駅前
    - グリーン観光バスに運行委託。
- 文字線
  - （旧栗駒駅 - ）栗駒病院前 - 深渡戸 - 滝の上 - 文字高橋 - 荒砥沢
  - 栗駒病院前 - 深渡戸 - 田中 - 中里 - 荒砥沢（田中・中里経由）
    - 栗原市所有の白ナンバー車の運転・車両管理業務を受託。当初は栗駒営業所で担当していたが、閉鎖に伴い築館営業所にて担当。
    - グリーン観光バスに運行委託。現在は路線廃止。
- 苗圃線
  - 栗駒駅前 - 栗駒小前 - 苗圃
    - グリーン観光バスに運行委託。現在は路線廃止。
- 桜田線
  - 栗駒駅前 - 尾松農協前 - 菱沼 - 三ツ橋 - 尾松農協前 - 栗駒駅前
    - グリーン観光バスに運行委託。現在は路線廃止。
- 特急 栗駒山線
  - くりこま高原駅 - 栗駒駅 （- 世界谷地） - 駒の湯温泉 - いわかがみ平（栗駒山登山口）
    - 運行経路である県道築館栗駒公園線が冬季閉鎖している11月中旬頃から5月上旬頃を除いた期間の季節運行となる。また世界谷地経由ルートは、6月上旬から7月下旬の土曜・日曜・祝日のみ運行する。[17]
    - くりこま高原駅 - 栗駒駅 間の区間運行便あり（朝・夕方）。駒の湯 - いわかがみ平 間は、各温泉施設も経由する。
    - グリーン観光バスに運行委託。その後路線は廃止されたが、#栗駒山紅葉号（季節運行）として一部代替運行している。

- 高原駅沢辺線（栗夢号しゃとる）

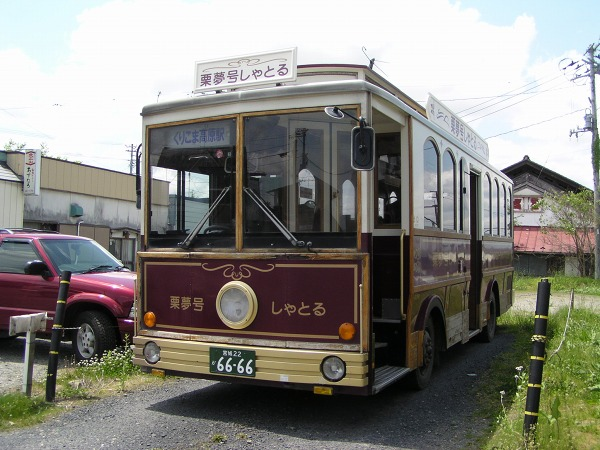
栗夢号しゃとる（沢辺駅にて：現在は路線廃止、車両はグリーン観光バスに譲渡）

  - 沢辺駅前 - 姉歯の松 - くりこま高原駅前
    - 仙台金成線（仙台駅前 - 栗原市金成庁舎前）が一部代替（東日本急行運行）。
- 真坂線
  - 栗駒駅前 - 田町駅前 - 尾松農協前 - 真坂仲町 - 一迫公民館前
    - 真坂岩ケ崎線（一迫公民館 - 栗駒病院前）が一部代替。
- 有賀線
  - 石越駅前 - 若柳支所前 - 若柳新町 - 有賀三田鳥
    - 若柳地区市民バス 川北コース（若柳総合支所前 - 三田鳥生活センター）が一部代替（現在は路線廃止）。
- 畑岡線
  - 築館営業所 - 築館町 - 畑岡小学校前 - 若柳中町 - 石越駅前
    - 若柳地区市民バス 川南コース（くりこま高原駅 - 若柳病院）が一部代替（現在は路線廃止）。
- 長崎線
  - 栗原中央病院 - 築館営業所 - 真坂仲町 - 大土
    - 2004年10月より一迫町（現栗原市）商工会による乗合タクシーである 一迫ふれあいタクシー に運行形態を変更。
- 温湯線
  - 栗駒駅前 - 田町駅前 - 尾松農協前 - 鶯沢 - 細倉駅前 - 細倉マインパーク前 - 花山小学校前 - 富野原 - 温湯
    - 末期は花山小学校 - 温湯中心の運行であった。
    - 花山地区市民バス 温湯コース（花山小学校下 - 御番所前）が一部代替（現在は路線廃止）。
- 田尻線
  - 古川駅前 - 古川十日町 - 富永支所前 - 馬櫛 - 田尻仲町 - 木戸 - 中村 - 瀬峰駅前
    - 近年の利用客が少なく、それぞれの運行自治体との協議による合意により、2010年3月31日をもって路線廃止[18]。

## 営業所前の停留所
営業所の前に設置された停留所は元々「築館営業所」という名称であったが、2008年の栗原市民バス化により「築館税務署前」と名称が変わり、2012年5月の築館税務署移転により「旧築館税務署前」→「伊豆三丁目」と名称が変更した。（栗原市民バスではない仙台栗駒線、仙台高清水線においては「築館営業所」のままであった。）
下記栗原市民バス路線の経由または終起点となる。
- 築館一関線
- 若柳線
- 花山線
- 岩ケ崎線
- 玉沢線
- 横須賀線